# Jabalquinto
Jabalquinto ist ein südspanischer Ort und eine aus dem Hauptort und mehreren Weilern bestehende Gemeinde (municipio) mit insgesamt 1.961 Einwohnern (Stand: 2024) im Westen der Provinz Jaén in der autonomen Region Andalusien.

## Lage
Jabalquinto liegt in der Sierra Morena knapp 30 km (Fahrtstrecke) nordnordöstlich der Provinzhauptstadt Jaén in einer Höhe von ca. 495 m.
Mitten durch die Gemeinde führt die Autovía A-44.
Das Klima im Winter ist gemäßigt, im Sommer dagegen warm bis heiß; die geringen Niederschlagsmengen (ca. 456 mm/Jahr) fallen – mit Ausnahme der nahezu regenlosen Sommermonate – verteilt übers ganze Jahr.

## Bevölkerungsentwicklung
| Jahr      | 1970  | 1980  | 1990  | 2000  | 2010  | 2020  |
| Einwohner | 3.165 | 2.841 | 2.540 | 2.489 | 2.332 | 2.012 |

Die deutliche Bevölkerungsrückgang in der zweiten Hälfte des 20. Jahrhunderts ist im Wesentlichen auf die nahezu ausschließliche Anpflanzung von Olivenbäumen, die damit einhergehende Mechanisierung und den daraus resultierenden  Verlust von Arbeitsplätzen zurückzuführen.

## Sehenswürdigkeiten
- Reste der Burg von Las Huelgas
- Kirche Mariä Lichtmess (Iglesia de la Encarnación)
- Johannes-der-Täufer-Kapelle (Ermita de San Juan Bautista)
- Rathaus, früherer Palast des Marquis von Jabalquinto

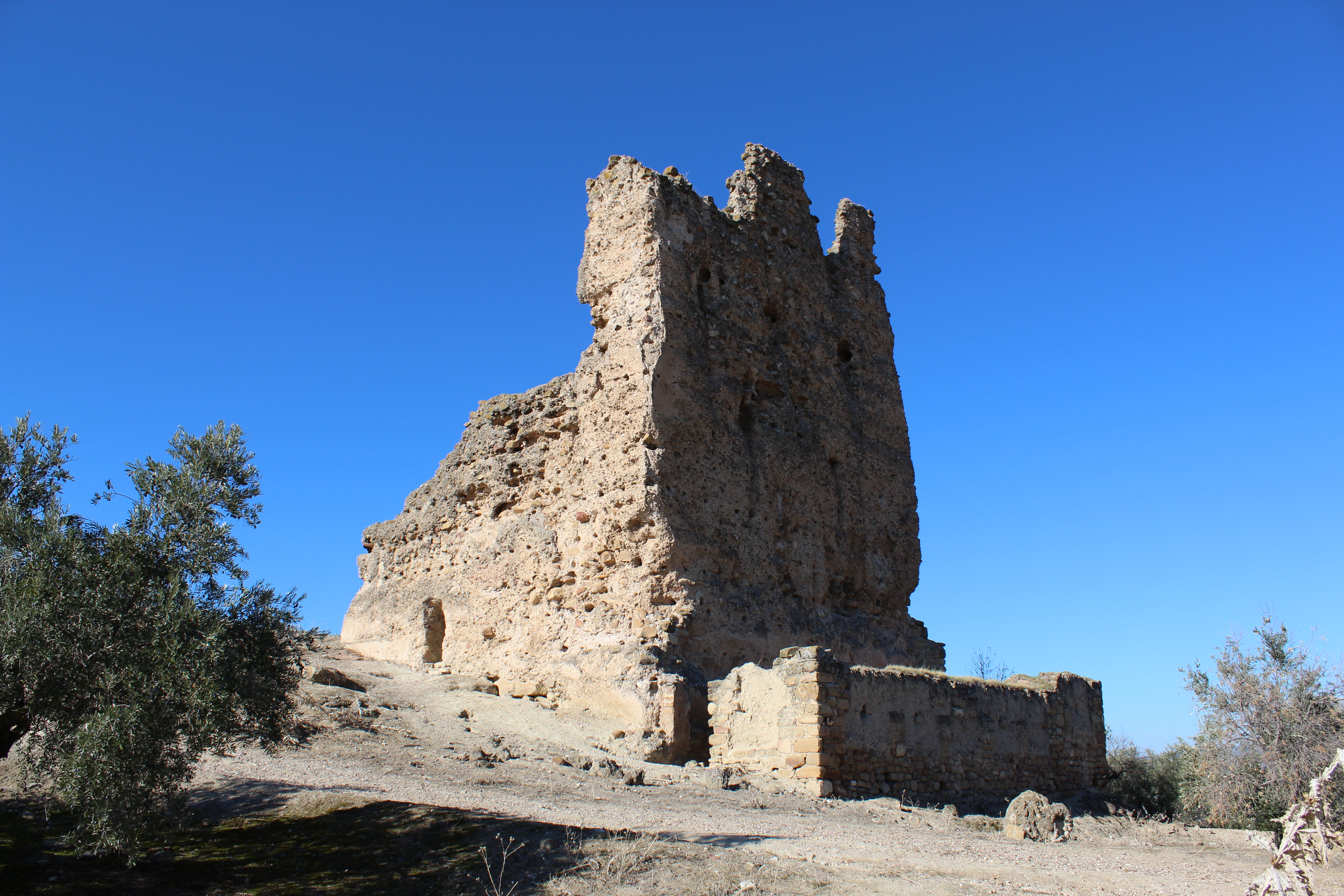
Reste der Burg von Las Huelgas
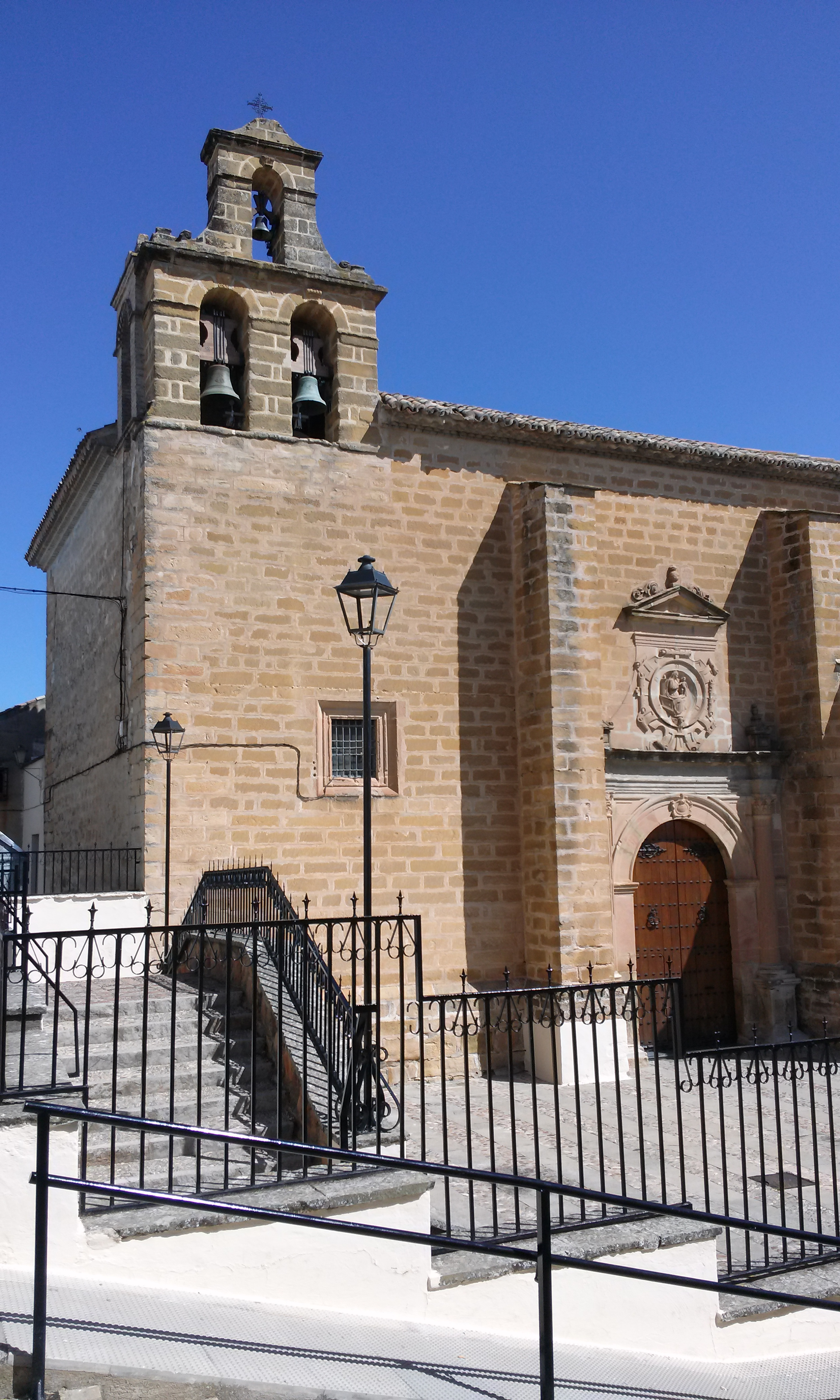
Kirche Mariä Lichtmess
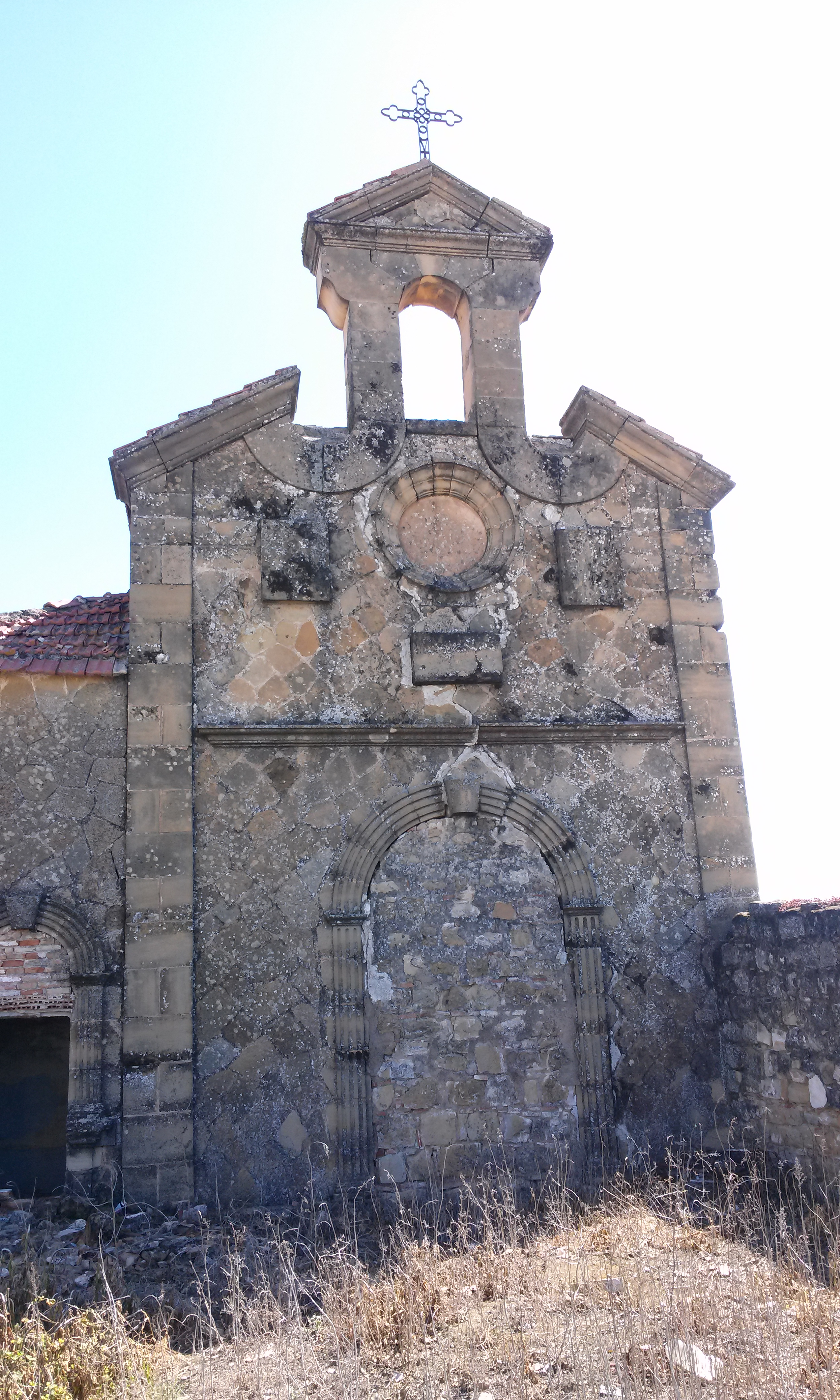
Johannes-der-Täufer-Kapelle
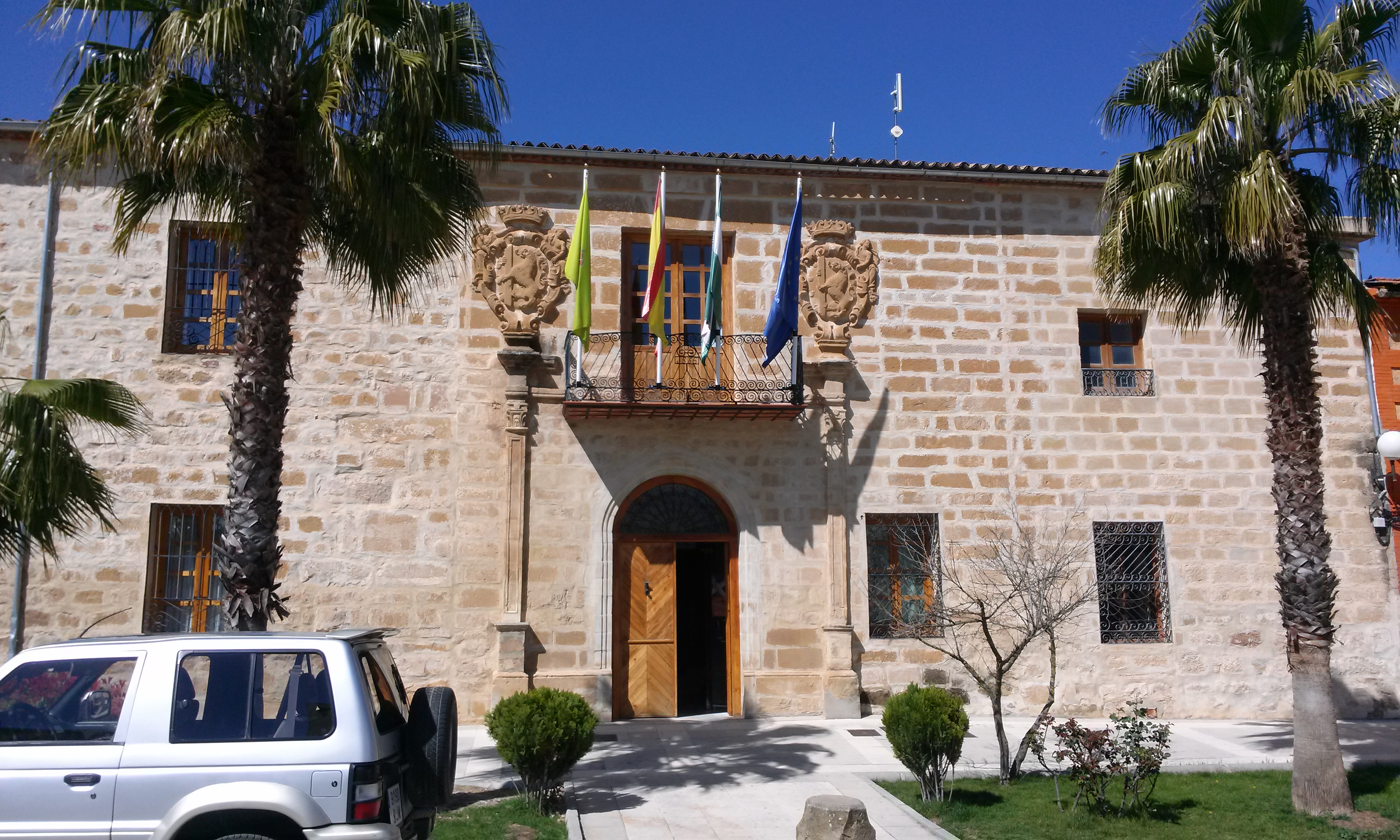
Rathaus